# Сан-Фернандо-дель-Вальє-де-Катамарка
Сан-Ферна́ндо-дель-Ва́льє-де-Катама́рка (ісп. San Fernando del Valle de Catamarca, часто скорочується до Катамарка, ісп. Catamarca) — місто на північному заході Аргентини на березі річки Ріо-Вальє біля підніжжя гори Серро-Амбато, столиця провінції Катамарка. Місто має площу 399 км² та населення 159 тис. мешканців (175—200 тис. з передмістями на 2010 рік), що становить близько 53 % населення провінції.

## Історія

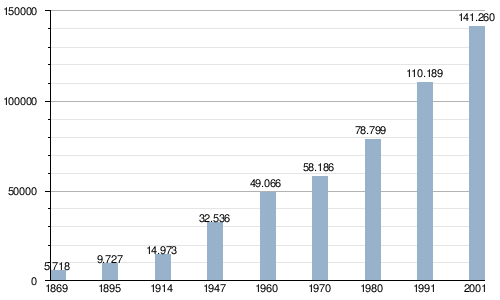
Зростання населення міста

Першими поселенцями цих земель були діаґіти. Між XVI і XVII століттями іспанці заснували ряд міст на північному заході Аргентини для закріплення своєї влади над регіоном. Одночасно почалися сутички з місцевими мешканцями, які противилися колонізаторам.
У червні 1558 року капітан Хуан Перес де Суріта заснував у долині Кінмівіль місто Лондрес-де-Нуева-Інглатерра (ісп. Londres de la Nueva Inglaterra — Лондон Нової Англії). Його наступник Грегоріо де Кастаньєда переніс поселення до долини Конандо, назвавши його Вільягра (ісп. Villagra).
1607 року до місцевості прибув Гаспар Донсель, який заснував тут місто Сан-Хуан-Баутіста-де-ла-Рівера (ісп. San Juan Bautista de la Ribera — Іван Хреститель на Березі). Але через постійні паводки на річці Фамайфіль жителі попросили губернатора провінції перенести місто, що й було зроблено 1612 року. Нарешті було засновано місто Сан-Хуан-Баутіста-де-Пас (ісп. San Juan Bautista de la Paz — Іван Хреститель Миру) на місці найпершого європейського поселення.
1630 року місто було зруйноване індіанцями. 15 вересня 1633 року Херонімо Луїс де Кабрера знову заснував у долині Кінмівіль місто Сан-Хуан-Баутіста-де-ла-Рівера (ісп. San Juan Bautista de la Ribera — Іван Хреститель на Березі).
1679 року місто було перенесено до Старої Долини. 5 липня 1683 року Фернандо Мендоса Мате де Луна заснував у Центральній долині місто під сучасною назвою Сан-Фернандо-дель-Ває-де-Катамарка (ісп. San Fernando del Valle de Catamarca — Святий Фернандо Долини Катамарка). Назва «Катамарка» походить з мови кечуа і означає «фортеця на схилі».
Згідно з адміністративним поділом віце-королівства Ріо-де-ла-Плата 1782 року місто опинилося у провінції Тукуман.
Після проголошення незалежності Аргентини 9 липня 1816 року на території сучасної Катамарки спалахнула громадянська війна.
25 серпня 1821 року провінція Катамарка відокремилася від Тукуману. Сан-Фернандо-дель-Ває-де-Катамарка став її столицею.
1888 року у Катамарці було збудовано залізницю.
29 грудня 1993 року було затверджено Устав міста, де вказані його межі, символи і організація.
Місто розташоване у сейсмічно небезпечній зоні. Останній сильний землетрус відбувся 2004 року і мав силу 6,4 бали за шкалою Ріхтера.

## Економіка
Індустріальний сектор міста почав рости у 1970-х роках разом з промисловістю провінції. У місті знаходяться підприємства по виробництву одягу і взуття, зокрема Calzados Catamarca, Confecat і Artex, металургійні, зокрема Philco, та багато фабрик харчової промисловості.
Іншим важливим джерелом доходу міста є вирощування оливок і виробництво оливкової олії, яке розпочалося ще в часи єзуїтських місіонерів і іспанських конкістадорів.
Також важливими галузями сільського господарства є вирощування винограду, цитрусових, кісточкових фруктів, жожоби і бавовнику. Місцевими продуктами є консерви і тканини, пончо.

## Клімат
Клімат міста посушливий. Середня річна кількість опадів 312,4 мм. Найбільше дощів випадає влітку. Вологість повітря низька. Переважають північно-східні вітри, особливо у жовтні й листопаді. Літа сухі й жаркі, зими м'які. Середня річна температура 21 °C. Абсолютний максимум температури за період спостережень з 1961 по 1990 роки 44,4 °C, абсолютний мінімум −6,6 °C.
| Клімат Катамарки | Клімат Катамарки | Клімат Катамарки | Клімат Катамарки | Клімат Катамарки | Клімат Катамарки | Клімат Катамарки | Клімат Катамарки | Клімат Катамарки | Клімат Катамарки | Клімат Катамарки | Клімат Катамарки | Клімат Катамарки | Клімат Катамарки |
| Показник | Січ.             | Лют.             | Бер.             | Квіт.            | Трав.            | Черв.            | Лип.             | Серп.            | Вер.             | Жовт.            | Лист.            | Груд.            | Рік              |
| Абсолютний максимум, °C | 45,8             | 44,0             | 44,8             | 38,3             | 39,3             | 30,8             | 37,4             | 41,9             | 44,4             | 44,7             | 47,1             | 47,7             | 47,7             |
| Середній максимум, °C | 34,2             | 32,6             | 30,5             | 27,5             | 23,8             | 20,0             | 20,0             | 23,8             | 26,0             | 30,9             | 32,5             | 34,2             | 28,0             |
| Середня температура, °C | 27,3             | 25,9             | 23,9             | 20,5             | 16,0             | 11,5             | 11,5             | 15,3             | 18,3             | 23,5             | 25,3             | 27,3             | 20,5             |
| Середній мінімум, °C | 21,4             | 20,3             | 18,7             | 14,8             | 9,3              | 4,5              | 4,3              | 7,6              | 11,2             | 16,6             | 19,0             | 21,3             | 14,1             |
| Абсолютний мінімум, °C | 9,6              | 10,0             | 6,7              | 2,0              | −3,7             | −5,6             | −9               | −4,7             | −0,4             | 2,9              | 6,2              | 10,1             | −9               |
| Норма опадів, мм | 98.6             | 82.6             | 62.4             | 25.4             | 6.0              | 3.2              | 13.9             | 5.7              | 12.1             | 29.0             | 60.1             | 59.9             | 458.9            |
| Днів з опадами | 10               | 8                | 8                | 6                | 3                | 2                | 4                | 2                | 3                | 3                | 6                | 7                | 62               |
| Вологість повітря, % | 57               | 62               | 66               | 67               | 66               | 67               | 64               | 53               | 47               | 45               | 52               | 55               | 58               |
| --- | ---------------- | ---------------- | ---------------- | ---------------- | ---------------- | ---------------- | ---------------- | ---------------- | ---------------- | ---------------- | ---------------- | ---------------- | ---------------- |
| Джерело: Servicio Meteorológico Nacional, Universidad Nacional de Catamarca (extremes from the period 1941–1980 and 1996–2005) |                  |                  |                  |                  |                  |                  |                  |                  |                  |                  |                  |                  |                  |

## Освіта
Рівень неграмотності у місті становить 1,40%. 98,90% дітей віком від 4 до 11 років відвідують навчальні заклади, 97,27% підлітків віком від 12 до 14 років та 86,35% віком від 15 до 17 років навчаються у коледжах.
У місті налічується 42 початкових навчальних закладів, 42 загальноосвітніх шкіл і 29 коледжів, 12 вищих навчальних закладів. У місті знаходиться державний Національний університет Катамарки (ісп. Universidad Nacional de Catamarca), заснований 1972 року. Університет налічує близько 50 спеціальностей та понад 10 000 студентів.

## Транспорт
Місто має такі шляхи сполучення:
- автомобільні:
  - національна траса № 38

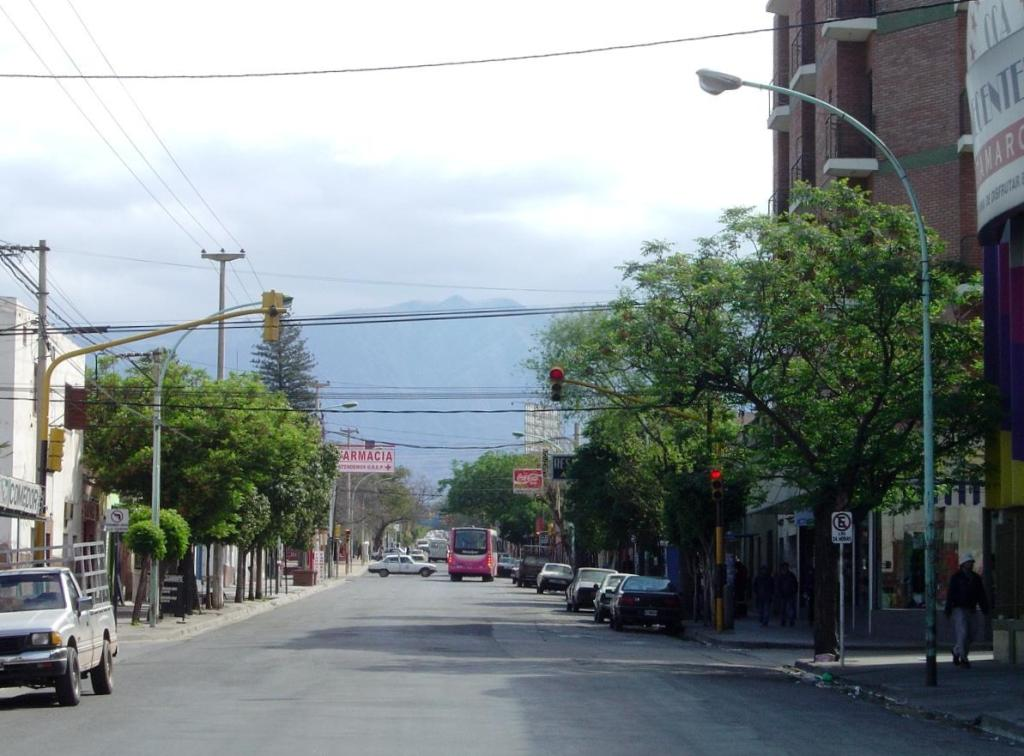
Вулиця Гуемеса

  - провінціальні траси № 1, 4, 33 і 108.
- аеропорт Полковник Феліпе Варела, відкритий 14 листопада 1972 року[16]

Громадський транспорт міста представлений 13 лініями автобусів.

## Туризм

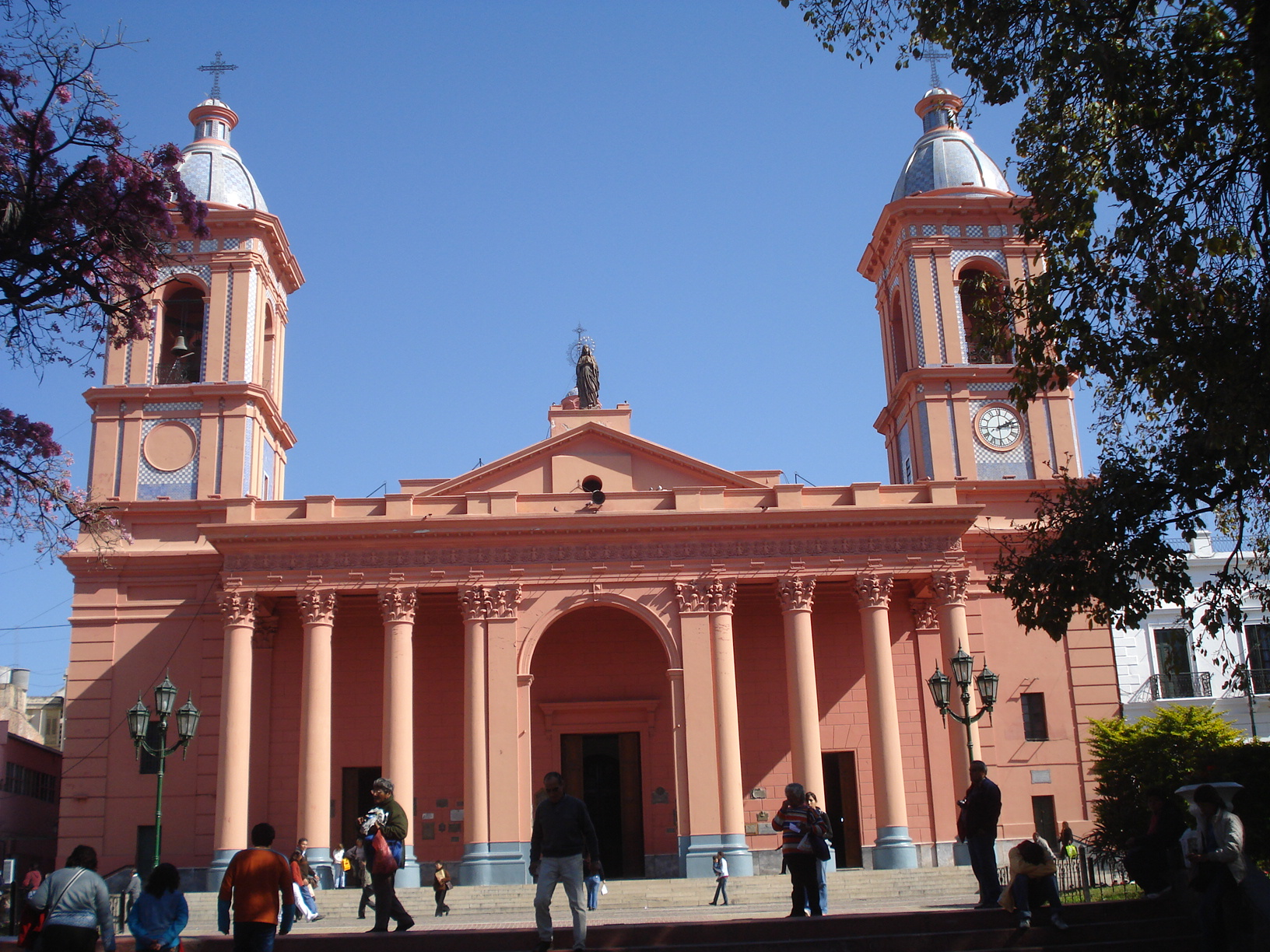
Базиліка Богородиці дель Ває

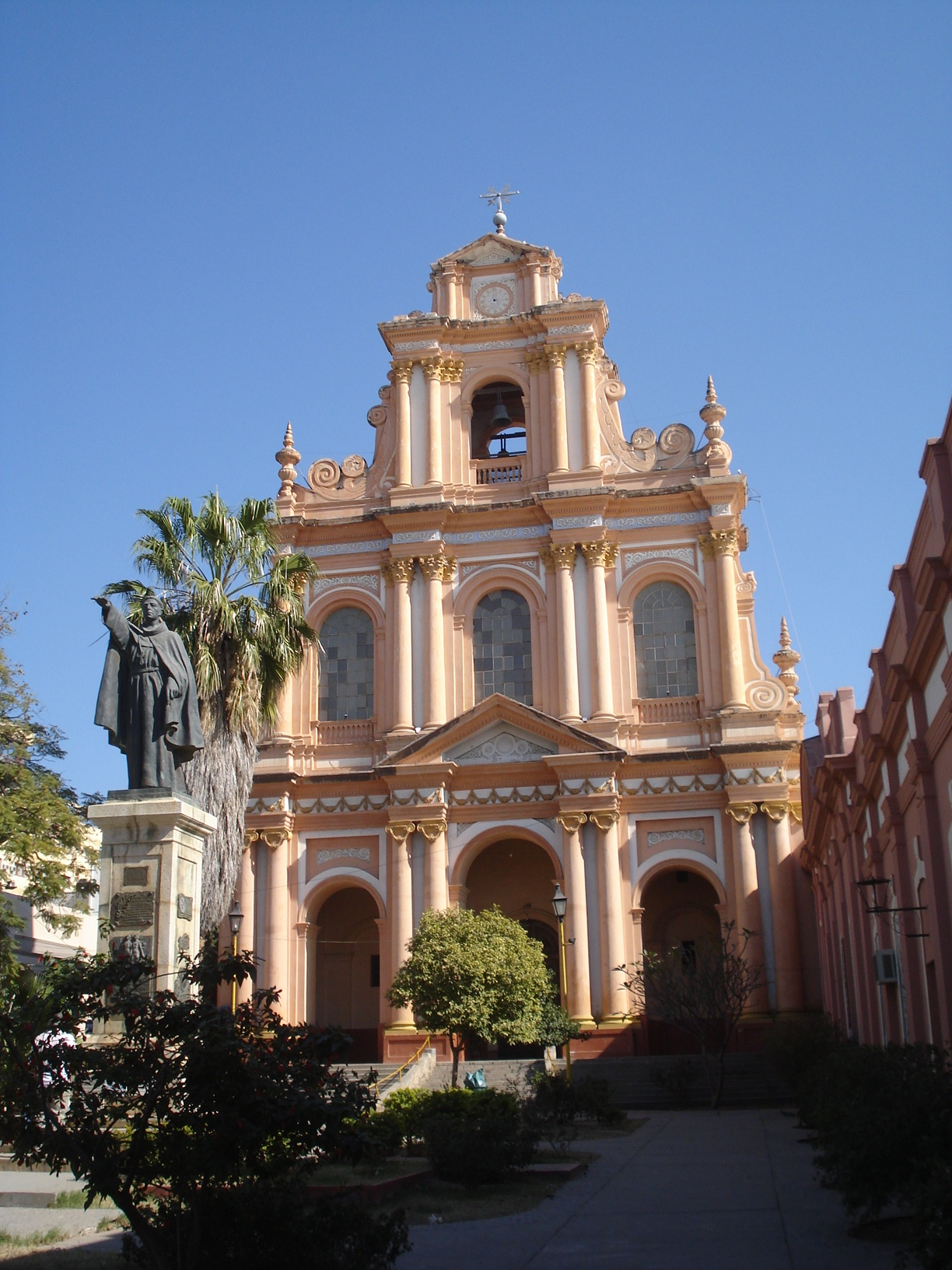
Храм Святого Франциска

Сан-Фернандо-дель-Ває-де-Катамарка — популярний туристичний центр завдяки своїй колоніальній архітектурі і розташуванню поблизу багатьох туристичних принад. У місті проводяться екскурсії, дегустації вин і катання на гірському велосипеді. Також Катамарка є важливим релігійним центром. Щороку до міста прибувають паломники, щоб вклонитися Діві дель Ває у старовинній церкві.
У місті нараховується велика кількість історичних будівель, найвизначніші серед них:
- Базиліка Богородиці дель Ває (ісп. Catedral Basílica de Nuestra Señora del Valle) — церква у неокласичному стилі на честь Діви дель Ває[19]. Перша каплиця на цьому місці була збудована між 1691 і 1695 роками, друга 1740 року, сучасна церква зведена у 1859—1869 роках[20]. 1941 року вона була визнана пам'яткою архітектури.

- Храм Святого Франциска (ісп. Templo de San Francisco) — збудований на місці, де францисканці спорудили першу церкву 1695 року і другу 1761 року, яка була зруйнована 1873 року. Будівництво сучасного храму в італійському стилі розпочалося 1882 року і було завершене 1905 року. Біля церкви знаходиться музей і пам'ятник Мамерто Ескіу, Археологічний музей, Музей колоніальної історії.

Іншими цікавими місцями є:
- Будинок Уряду, збудований тим же архітектором що й Базиліка
- Музей Образотворчих мистецтв Лауреано Брісуела, який має колекцію з 400 картин і 30 скульптур аргентинських митців.

У місті проводиться багато фестивалів, найвідомішими серед них є:
- Фестиваль пончо — заснований 1954[21], проводиться щороку у липні. Під час фестивалю відбуваються покази кіно, театральні вистави, вернісажі малюнків і картин, танці, концерти і народні гуляння[22].
- Релігійний фестиваль, присвячений Діві дель Ває, яка є покровителькою міста і провінції Катамарка. Відбувається щороку з 29 листопада по 8 грудня[23][24].